# Eleições estaduais na Paraíba em 1958
As eleições estaduais na Paraíba em 1958 ocorreram em 3 de outubro como parte das eleições gerais no Distrito Federal, em 20 estados e nos territórios federais do Acre, Amapá, Rondônia e Roraima. Foram eleitos o senador Rui Carneiro, além de 11 deputados federais e 40 deputados estaduais.
Nascido em Pombal, o advogado Rui Carneiro formou-se na Universidade Federal de Pernambuco, mas antes disso trabalhou como jornalista no jornal paraibano Correio da Manhã, o qual pertencia a membros de sua família e onde foi diretor. Vitoriosa a Revolução de 1930, foi oficial de gabinete do Ministério de Viação e Obras Públicas sob a gestão de José Américo de Almeida. Eleito suplente de deputado federal em 1934, foi efetivado no ano seguinte mediante a renúncia de Isidoro Gomes. Com o mandato extinto pelo Estado Novo, Rui Carneiro retornou ao cargo que ocupara no Ministério de Viação e Obras Públicas a convite de João Marques dos Reis. Assessor deste presidência do Banco do Brasil, tornou-se funcionário da referida instituição. Nomeado interventor federal na Paraíba em 1940, manteve o cargo até a queda de Getúlio Vargas em 1945. Eleito deputado estadual pelo PSD em 1947, renunciou para ocupar a superintendência da Organização Henrique Lage e depois assumiu uma diretoria no Banco Lar Brasileiro. O seu retorno ao mundo político aconteceu ao ser eleito senador em 1950 e foi reconduzido ao mandato em 1958 derrotando José Américo de Almeida, outrora seu correligionário.

## Resultado da eleição para senador
Foram apurados 243.340 votos nominais e houve ainda 11.888 votos em branco (4,53%) e 7.000 votos nulos (2,67%), resultando no comparecimento de 262.228 eleitores.
| Candidatos a senador da República | Primeiro suplente de senador | Número | Coligação                                    | Votação | Percentual |
| --------------------------------- | ---------------------------- | ------ | -------------------------------------------- | ------- | ---------- |
| Rui Carneiro PSD                  | Ver abaixo -                 | -      | PSD (sem coligação)                          | 134.179 | 55,14%     |
| José Américo de Almeida PL        | Ver abaixo -                 | -      | Coligação Nacionalista Libertadora (PL, UDN) | 109.161 | 44,86%     |

## Resultado da eleição para suplente de senador
Foram apurados 202.814 votos nominais e houve ainda 52.764 votos em branco (20,12%) e 6.650 votos nulos (2,54%), resultando no comparecimento de 262.228 eleitores.
| Primeiro suplente de senador | Candidatos a senador da República | Número | Coligação                                    | Votação | Percentual |
| ---------------------------- | --------------------------------- | ------ | -------------------------------------------- | ------- | ---------- |
| Salviano Leite Rolim PSD     | Ver acima -                       | -      | PSD (sem coligação)                          | 114.299 | 56,36%     |
| Veloso Borges PL             | Ver acima -                       | -      | Coligação Nacionalista Libertadora (PL, UDN) | 88.515  | 43,64%     |

## Deputados federais eleitos
São relacionados os candidatos eleitos com informações complementares da Câmara dos Deputados.

Representação eleita
  PSD: 5
  UDN: 4
  PSP: 2

| Deputados federais eleitos | Partido | Votação | Percentual | Cidade onde nasceu     | Unidade federativa  |
| Janduhy Carneiro           | PSD     | 23.915  |            | Pombal                 | Paraíba             |
| João Agripino              | UDN     | 18.280  |            | Brejo do Cruz          | Paraíba             |
| José Joffily               | PSD     | 18.256  |            | Campina Grande         | Paraíba             |
| Raul de Góes               | PSP     | 17.108  |            | Natal                  | Rio Grande do Norte |
| Drault Ernani              | PSD     | 14.958  |            | São José dos Cordeiros | Paraíba             |
| João Úrsulo                | UDN     | 13.450  |            | Santa Rita             | Paraíba             |
| Humberto Lucena            | PSD     | 12.462  |            | João Pessoa            | Paraíba             |
| Jacob Frantz               | PSP     | 11.879  |            | Rio Pardo              | Rio Grande do Sul   |
| Abelardo Jurema            | PSD     | 10.779  |            | Itabaiana              | Paraíba             |
| Luís Bronzeado             | UDN     | 10.289  |            | Remígio                | Paraíba             |
| Ernani Sátiro              | UDN     | 10.016  |            | Patos                  | Paraíba             |

## Deputados estaduais eleitos
As 40 cadeiras da Assembleia Legislativa da Paraíba foram assim distribuídas: PSD dezoito, Coligação Nacionalista Libertadora (PL/UDN) onze, PSP sete, PSB três e PR uma.

Representação eleita
  PSD: 18
  UDN: 10
  PSP: 7
  PSB: 3
  PR: 1
  PL: 1

| Deputados estaduais eleitos         | Partido | Votação | Percentual | Cidade onde nasceu     | Unidade federativa  |
| José Perez de Sá                    | PSD     | 4.900   |            | Livramento             | Paraíba             |
| Severino Cabral                     | PSD     | 4.050   |            | Umbuzeiro              | Paraíba             |
| Antônio de Paiva Gadelha            | UDN     | 3.855   |            | Sousa                  | Paraíba             |
| Francisco Souto Neto                | PSD     | 3.568   |            | João Pessoa            | Paraíba             |
| Francisco Pereira                   | UDN     | 3.488   |            | Solânea                | Paraíba             |
| Aloysio Pereira Lima                | PSD     | 3.462   |            | João Pessoa            | Paraíba             |
| José Cavalcanti da Silva            | UDN     | 3.442   |            | São José de Piranhas   | Paraíba             |
| João Batista de Lima Brandão        | PL      | 3.353   |            | Nazarezinho            | Paraíba             |
| Américo Maia de Vasconcelos         | UDN     | 3.327   |            | Catolé do Rocha        | Paraíba             |
| Joacil Pereira                      | UDN     | 3.211   |            | Caicó                  | Rio Grande do Norte |
| Balduíno Minervino de Carvalho      | PSD     | 3.177   |            | Itaporanga             | Paraíba             |
| Eduardo de Alencar Ferreira         | PSP     | 3.144   |            | Alagoa Grande          | Paraíba             |
| Álvaro Gaudêncio de Queiroz         | UDN     | 3.142   |            | São João do Cariri     | Paraíba             |
| José Braz do Rêgo                   | PSP     | 3.132   |            | Limoeiro               | Ceará               |
| Acácio Braga Rolim                  | PSD     | 3.125   |            | Casserengue            | Paraíba             |
| Luiz Inácio Ribeiro Coutinho        | UDN     | 3.125   |            | Sapé                   | Paraíba             |
| Clóvis Bezerra Cavalcanti           | UDN     | 3.124   |            | Bananeiras             | Paraíba             |
| Dirceu Arnaud Diniz                 | PSD     | 3.111   |            | São Miguel de Taipu    | Paraíba             |
| Francisco Seráfico da Nóbrega Filho | UDN     | 3.082   |            | Santa Luzia            | Paraíba             |
| Zé Gayoso                           | PSD     | 3.003   |            | Patos                  | Paraíba             |
| Francisco de Paula Barreto Sobrinho | PSD     | 2.995   |            | Piancó                 | Paraíba             |
| Gerôncio Estanislau da Nóbrega      | PSD     | 2.970   |            | Belém do Brejo do Cruz | Paraíba             |
| João Feitosa Ventura                | UDN     | 2.955   |            | Queimadas              | Paraíba             |
| José Maranhão                       | PSP     | 2.947   |            | Araruna                | Paraíba             |
| Antônio Leite Montenegro            | PSP     | 2.876   |            | Rio Tinto              | Paraíba             |
| José Ribeiro de Farias              | PSD     | 2.844   |            | Taperoá                | Paraíba             |
| Inácio José Feitosa                 | PSD     | 2.709   |            | Monteiro               | Paraíba             |
| José Fernandes de Lima              | PSD     | 2.695   |            | Mamanguape             | Paraíba             |
| Vital do Rêgo                       | PSD     | 2.691   |            | Campina Grande         | Paraíba             |
| José Pereira da Costa               | PSD     | 3.519   |            | Araruna                | Paraíba             |
| Vivaldo de Farias Brito             | PSD     | 3.329   |            | Serra Redonda          | Paraíba             |
| Manoel Arruda de Assis              | PSD     | 3.265   |            | Itaporanga             | Paraíba             |
| Petrônio Figueiredo                 | PSP     | 2.943   |            | Campina Grande         | Paraíba             |
| Manoel Figueiredo                   | PSP     | 2.939   |            | Junco do Seridó        | Paraíba             |
| Mário Silveira                      | PSD     | 2.835   |            | Boa Vista              | Paraíba             |
| Heraldo da Costa Gadelha            | PSB     | 2.477   |            | Santa Rita             | Paraíba             |
| Antônio D'Ávila Lins                | PR      | 2.428   |            | Areia                  | Paraíba             |
| Severino Ismael de Oliveira         | PSP     | 2.332   |            | Caiçara                | Paraíba             |
| José Teotônio da Silva              | PSB     | 2.042   |            | Cacimbas               | Paraíba             |
| Raimundo Asfora                     | PSB     | 1.972   |            | Fortaleza              | Ceará               |